# Il ponte di San Luis Rey (romanzo)
Il ponte di San Luis Rey (The Bridge of San Luis Rey) è il secondo romanzo dello scrittore e drammaturgo statunitense Thornton Wilder, pubblicato nel 1927. Vinse il Premio Pulitzer l'anno dopo.

## Trama
Nel 1714 il ponte di San Luis Rey, che per oltre un secolo è stato la più importante via di collegamento per gli abitanti di Lima e Cuzco, in Perù, crolla improvvisamente, causando la morte di cinque persone. Fra Ginepro, un frate che si accingeva ad attraversarlo, assiste all'accaduto e sconvolto dalla tragedia inizia a porsi delle domande di carattere religioso e morale: chi erano quei cinque e perché si trovarono proprio lì? Cercando di risalire alle cause del crollo del ponte, la curiosità lo porta a ricostruire le vite dei cinque deceduti nel tragico evento: avevano qualcosa in comune? Nasce un problema morale su cui si pronuncia anche la Chiesa e che chiama in causa la Provvidenza: si è trattato di una tragedia o di una punizione divina, che ha fatto incrociare i destini dei cinque nel medesimo luogo alla medesima ora? Il Signore punisce così i malvagi oppure in tal modo chiama a sé gli innocenti? I quesiti, posti sull'eterna condizione umana e sulla morte, sulla misteriosa complicità di caso e destino, rimarranno inevasi.

## Influenza culturale
Liberamente ispirandosi al romanzo di Wilder, Indro Montanelli pubblicò nel 1945 in Svizzera il libro Drei Kreuze, poi tradotto in italiano con il titolo Qui non riposano, nel quale racconta in prima persona le sorti di tre italiani trovati misteriosamente assassinati in Val d'Ossola. La storia inizia il 17 settembre 1944 quando un prete seppellisce tre corpi anonimi con altrettante croci prive di nome. Utilizzando una struttura narrativa epigrafica, la risposta al quesito su chi li abbia uccisi (i partigiani o i fascisti?) viene data grazie a un parroco, in procinto di essere deportato in Germania, che consegna all'autore dei fogli manoscritti.
Montanelli consigliava agli aspiranti giornalisti di leggere Il ponte di San Luis Rey, da lui descritto come «alta tecnica narrativa, valevole per tutti gli scrittori, compresi i romanzieri»: «uno dei pochi veri capolavori di questo secolo, per ricostruire le varie vicende umane che avevano condotto tutti quei viaggiatori, sconosciuti l'uno all'altro, a trovarsi su quel ponte al momento della catastrofe».
John Hersey, giornalista e scrittore americano, raccontò di aver preso a modello il libro di Wilder per il suo Hiroshima, un reportage che racconta dettagliatamente l'impatto della bomba atomica esplosa sulla città nipponica nel 1945, seguendo le vite di sei sopravvissuti alla ricaduta radioattiva. Pubblicato sul New Yorker nell'agosto 1946, è considerato uno dei pezzi fondativi del New Journalism: ha venduto oltre tre milioni di copie, conoscendo una fortuna editoriale che dura ancora oggi, resoconto imperituro sulle orribili e terribili implicazioni dell'uso dell'arma nucleare sulla vita umana.

## Edizioni italiane
- Il ponte di San Luis Rey, traduzione di Lauro de Bosis, Milano, Modernissima, 1929. poi pubblicato da Corbaccio-Dall'Oglio, Mondadori;
- il ponte di San Luis Rey, traduzione di Nicoletta della Casa Porta, Bussolengo, Demetra, 1994
- Il ponte di San Luis Rey, traduzione di Maurizio Bartocci, postfazione di Tappan Wilder, Collana Biblioteca, Roma, Elliot, 2013, ISBN 978-88-6192-331-7. - Nota di Roberto Alajmo, Collana La memoria n.1277, Palermo, Sellerio, 2023, ISBN 978-88-389-4525-0.

## Versioni cinematografiche
- The Bridge of San Luis Rey - film del 1929 diretto da Charles Brabin
- Il ponte di San Luis Rey (The Bridge of San Luis Rey) - film del 1944 diretto da Rowland V. Lee
- Il ponte di San Luis Rey (The Bridge of San Luis Rey) - film del 2004 diretto da Mary McGuckian